# 下藤野停留所
下藤野停留所(しもふじのていりゅうじょ)は、かつて北海道札幌市南区藤野にあった定山渓鉄道線の駅（停留所）である。同線の廃線により1969年（昭和44年）に廃駅となった。

## 歴史
- 1948年（昭和23年）1月1日：開業。
- 1959年（昭和34年）：停留所を約300 m西側に移設[1]。
- 1969年（昭和44年）11月1日：定山渓鉄道線廃止に伴い廃駅。

## 駅周辺
- 藤野公園
- 含笑寺
- 国道230号（石山通）
- 豊平川

## 隣の駅
定山渓鉄道
定山渓鉄道線
十五島公園停留所 - 下藤野停留所 - 東簾舞停留所